# Integrerende factor
Een integrerende factor is een functie waarmee een differentiaalvergelijking van eerste orde wordt vermenigvuldigd om deze tot een totale differentiaalvergelijking om te vormen, zodat ze kan worden opgelost. Het is niet altijd mogelijk zo'n integrerende factor te vinden.

## De integrerende factor
Er bestaat geen algemene methode om een eerste-ordedifferentiaalvergelijking op te lossen. De bestaande methoden werken slechts onder zekere voorwaarden. Eén methode is die van de totale differentiaalvergelijking. Een integrerende factor, als deze gevonden kan worden, maakt een differentiaalvergelijking totaal.
Beschouw de differentiaalvergelijking:
{\displaystyle P(x,y)\,\mathrm {d} x+Q(x,y)\,\mathrm {d} y=0}
waarbij:
{\displaystyle {\frac {\partial P}{\partial y}}\neq {\frac {\partial Q}{\partial x}}}
zodat de vergelijking niet totaal is.
Een integrerende factor is dan elke functie {\displaystyle i(x,y)} die na vermenigvuldiging met de oorspronkelijke differentiaalvergelijking:
{\displaystyle i(x,y)\,P(x,y)\,\mathrm {d} x+i(x,y)\,Q(x,y)\,\mathrm {d} y=0}
deze totaal maakt. 
Het vinden van een integrerende factor is echter niet eenvoudig, en is slechts in enkele eenvoudige en niet-algemene gevallen mogelijk. In de eenvoudigste vorm is een integrerende factor alleen een functie van {\displaystyle x} of van {\displaystyle y}. Er bestaan verschillende methoden om integrerende factoren te vinden, elk met hun specifieke toepasbaarheden en beperkingen. Dit artikel beschrijft enkele gevallen.

### Meest voorkomend geval
Indien de grootheid:
{\displaystyle F={\frac {1}{Q}}\left({\frac {\partial P}{\partial y}}-{\frac {\partial Q}{\partial x}}\right)}
niet van {\displaystyle y} afhangt, is:
{\displaystyle i(x)=\exp \left(\int F(x)\,\mathrm {d} x\right)}
een integrerende factor. Het feit dat {\displaystyle F} niet van {\displaystyle y} afhangt betekent dat hij enkel van {\displaystyle x} afhangt of constant is.
Speciale aandacht dient besteed te worden aan de situatie waarbij de grootheid {\displaystyle F} constant is. Dan bestaat de kans dat men bij de berekening van de integrerende factor naar de verkeerde variable integreert. Men kan dit namelijk niet kiezen. Indien {\displaystyle F} constant is moet naar {\displaystyle x} geïntegreerd worden.
Door verwisseling van de rol van {\displaystyle P} en {\displaystyle Q}, en van {\displaystyle x} en {\displaystyle y} volgt dat een analoog resultaat geldt als de grootheid:
{\displaystyle G={\frac {1}{P}}\left({\frac {\partial Q}{\partial x}}-{\frac {\partial P}{\partial y}}\right)}
niet van {\displaystyle x} afhangt.

### Andere gevallen
De hier besproken gevallen hebben een zeer beperkte toepasbaarheid. Indien de differentiaalvergelijking herschreven kan worden in de vorm:
{\displaystyle y\,A(xy)\,\mathrm {d} x+x\,B(xy)\,\mathrm {d} y=0}
is:
{\displaystyle i(x,y)={\frac {1}{xy(A(xy)-B(xy))}}}
een integrerende factor (mits zijn noemer niet nul is).
Indien de differentiaalvergelijking homogeen is, is:
{\displaystyle i(x,y)={\frac {1}{x\,P(x,y)+y\,Q(x,y)}}}
een integrerende factor. In dat geval is een integrerende factor wellicht overbodig omdat een homogene differentiaalvergelijking een eigen oplossingsmethode heeft.

## Voorbeeld
De differentiaalvergelijking
{\displaystyle \left(2y+{\frac {\sin(y)}{x}}\right)\,\mathrm {d} x+(x+\cos(y))\,\mathrm {d} y=0}
is geen totale differentiaalvergelijking, want:
{\displaystyle {\frac {\partial P}{\partial y}}=2+{\frac {\cos(y)}{x}}}
en
{\displaystyle {\frac {\partial Q}{\partial x}}=1}
Echter:
{\displaystyle F={\frac {1}{Q}}\left({\frac {\partial P}{\partial y}}-{\frac {\partial Q}{\partial x}}\right)={\frac {1}{x}}}
is onafhankelijk van {\displaystyle y}, zodat:
{\displaystyle i(x)=\exp \left(\int {\frac {1}{x}}\,\mathrm {d} x\right)=e^{\ln(x)}=x}
een integrerende factor is. Indien de differentiaalvergelijking wordt vermenigvuldigd met {\displaystyle x} wordt deze totaal:
{\displaystyle (2xy+\sin(y))\,\mathrm {d} x+(x^{2}+x\,\cos(y))\,\mathrm {d} y=0}
en kan dus worden opgelost met de daarvoor geschikte methode.